# Aenigmatias coloradensis
Aenigmatias coloradensis är en tvåvingeart som först beskrevs av Charles Thomas Brues 1914.  Aenigmatias coloradensis ingår i släktet Aenigmatias och familjen puckelflugor. Inga underarter finns listade i Catalogue of Life.